# خورخي نيغريتي
خورخي ألبرتو نيغريتي مورينو (بالإسبانية: Jorge Negrete)‏ (30 نوفمبر 1911 5 ديسمبر 1953) هو مغني وممثل مكسيكي سابق.

## الحياة والمهنة
وُلد نيغريتي وترعرع في غواناخواتو، وقد كان له أخ واحد وثلاث أخوات، وقد عاش نغريتي في سان لويس بوتوسي. ومنذ عمرٍ مُبكر، فقد أظهر نيغريتي ألمعية عظيمة، وسريعاً ما أصبح طالباً مهماً في نظر أساتذته. كان تيغريتي يتحدث ستة لغات هي الإسبانية والألمانية والإنجليزية والفرنسية والإيطالية ولغة ناواتل إحدى لغات السكان الأصليين في المكسيك.
ورغم ألمعيته، فإن نغريتي قرر أن يترك دراسته في عمر الثالثة عشر لكي يلتحق بالجيش؛ فتخرج برتبة ملازم ثانٍ من الكلية العسكرية المكسيكية (El Colegio Militar)، كما كان الجيش هو المكان الذي طور افتتانه بالموسيقى، كذلك فقد كان التدريب العسكري الذي تلقاه ذا فائدة كبيرة في صياغة أناقته ومظهره وهما الشيئان اللذان كان لهما دور كبير في مسيرته التمثيلية. بعد ذلك قابل نيغريتي أستاذ الغناء المرموق خوسيه بيرسون وهو الذي سَحره غناء نغريتي عندما سمعه يُغني لأول مرة، كما أن نيغريتي درس على خوسيه الذي ساعده على تطوير موهبته في الغناء الأوبرالي، وهو الشيء الذي جعله معروفاً في الولايات المتحدة.
وسيم وذو إرادة وتدريب قويين وصوت ساحر، كلها أشياء جعلت منه رمزا كبيرا في المكسيك وإسبانيا وأمريكا اللاتينية. كما يعتبر تسجيله لأغنية المكسيك الجميلة والحبيبة النشيد الوطني غير الرسمي لبلاده، كما ذلك التسجيل هو الأكثر شهرة بين نظرائه. ومما يُذكر أن مسيرته المهنية كانت على الدوام موضع مقارنة مع تلك الخاصة ببيذرو امفانتيه، وهو ممثل آخر ذو شعبية كبيرة معاصر لنيغريتي. ورغم التنافسية بينهما، فإن ذلك لم يكن له أية تأثيرات على حياتيهما الخاصتين؛ إذ بقيا صديقين مقربين إلى حين وفاة نيغريتي.
تزوج نيغريتي مرتين، كانت الأولى من إليسا كريستي وهي التي شارك معها في عدة أفلام، أما الثانية فكانت ماريا فيليكس، كذلك فقد عاش مع مشاركته في بطولة عدة أفلام جلوريا مارين، والتي شاركته في عشرة من أفلامه الأربعة والأربعين.

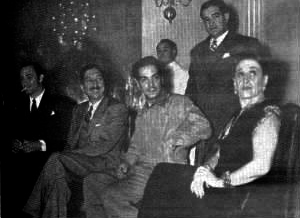
مقابلة مع الرئيس المكسيكي ميجيل اليمان فالديز، من اليسار لليمين، خورخي نيغريتي والرئيس فالديز وماريو مورينو كانتيفلاس وماريا تيريزا مونتويا.

بدأ نيغريتي مسيرته بالغناء في الإذاعة في مكسيكو سيتي عام 1931 م في غناء مقاطع أوبرالية. وفي عام 1936 م وقع عقدا مع أن بي سي لبرنامَج يُعرض على المرناة مع موسيقيين كوبيين ومكسيكيين. وفي عام 1937 م عاد للمكسيك ليشارك في تمثيل فيلم La Madrina Del Diablo أو عرّابة الشيطان؛ وبسبب نجاح الفيلم، فقد وقع نيغريتي لأفلام أخرى عديدة لمدة ثلاثة سنوات، حيث أخذ دور البطولة في فيلم لا فالنتينا La Valentina مع أليسا كرستي، كذلك فعل في فيلم خونتوس بيرو نو ريفيلتوس ( Juntos Pero No Revueltos.).

## وفاته

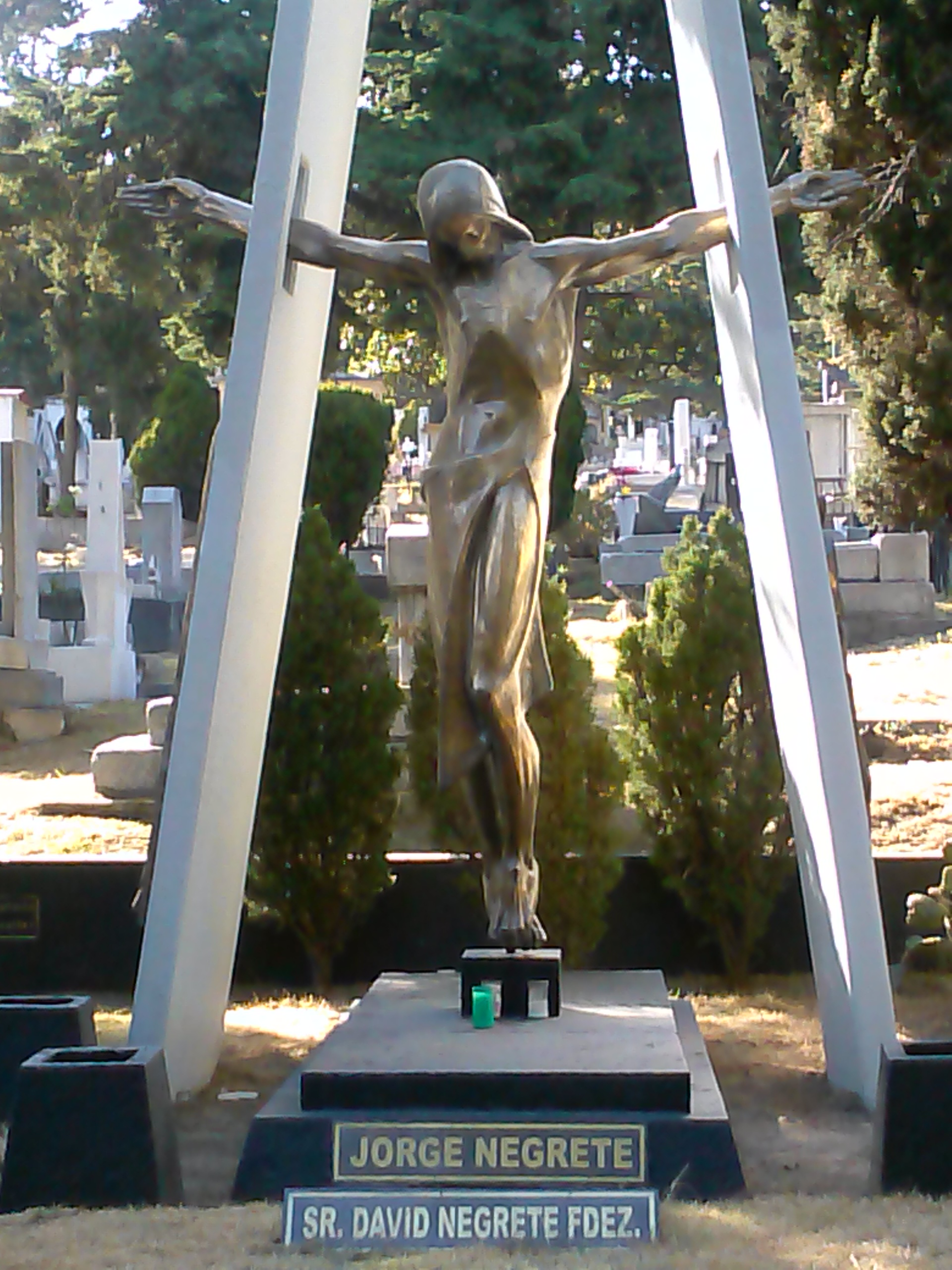
ضريح خورخي نيغريتي في بانيتيون جاردن.

## وصلات خارجية
- خورخي نيغريتي على موقع IMDb (الإنجليزية)
- خورخي نيغريتي على موقع ألو سيني (الفرنسية)
- خورخي نيغريتي على موقع ميوزك برينز (الإنجليزية)
- خورخي نيغريتي على موقع أول موفي (الإنجليزية)
- خورخي نيغريتي على موقع قاعدة بيانات الأفلام السويدية (السويدية)
- خورخي نيغريتي على موقع ديسكوغز (الإنجليزية)
- خورخي نيغريتي على موقع قاعدة بيانات الفيلم (الإنجليزية)
- خورخي نيغريتي على موقع كينوبويسك (الروسية)

- Brief biography على موقع واي باك مشين (نسخة محفوظة October 27, 2009) (Spanish)
- Jorge Negrete في قاعدة بيانات الأفلام على الإنترنت
- Sites and events about Negrete على موقع واي باك مشين (نسخة محفوظة October 27, 2009)
- Spanish fan club على موقع واي باك مشين (نسخة محفوظة October 27, 2009)